# Chiloscyphus apophyllus
Chiloscyphus apophyllus là một loài Rêu trong họ Lophocoleaceae. Loài này được Hässel de Menéndez mô tả khoa học đầu tiên năm 2005.